# Associazione Sportiva Acquachiara
El Associazione Sportiva Acquachiara es un club polideportivo italiano con sede en la ciudad de Nápoles. En el Acquachiara se practican el waterpolo y la natación, además de actividades gimnásticas y danza. El presidente honorario es Franco Porzio, campeón de waterpolo con el Posillipo y la selección italiana, mientras que la presidenta del club es su hija Chiara.

## Historia
El club se fundó en 1998. El equipo de waterpolo masculino actualmente compite en la Serie A2 y juega de local en la Piscina Felice Scandone. Disputó su primer campeonato de Serie A2, Grupo Sur, en la temporada 2006/07. Finalizó primero en la temporada regular 2010/11, logrando su primer ascenso a la Serie A1 en la final de los playoff ante el Torino '81.
El equipo femenino de waterpolo también compite en la Serie A2. El equipo femenino sub-15 se consagró campeón de Italia en el 2013.